# 莲池街道
莲池街道是中国浙江省温州市鹿城区下辖的一个街道办事处，位于该市市中心，包括温州古城区的西部，东部以信河街与五马街道为邻。面积3.56平方千米，人口4.77万人。辖11个社区：郭公山社区、徐衙巷社区、麻行社区、皮坊社区、庆年坊社区、丁字桥社区、蛟翔巷社区、张府基社区、松台山社区、来福门社区、半腰桥社区；以及1个村：松台村。